# Katapultschieten
Katapultschieten of schietlapschieten is behalve een jeugdspel voor plezier en tijdverdrijf ook – in onder meer België – een sport die in competitieverband en klassementsvorm wordt beoefend. De meeste jongeren hebben wel met een katapult een steentje weggeschoten. Dat het ook als sport georganiseerd wordt, is minder bekend. In verschillende clubs wordt dit oude spel als een echte competitiesport aangeboden. Goed mikken blijkt namelijk niet altijd even eenvoudig. Het is mogelijk deze sport te beoefenen in competitieverband.

## Spel en materiaal
In België moet men met behulp van een katapult en zeven stalen balletjes zeven bordjes omver schieten. Die bordjes variëren in grootte en in puntenwaarde. Het kleinste bordje telt de meeste punten. Een schutter kan in één beurt 30 punten behalen. Er worden steeds vier beurten geschoten. Zo komt hij aan een maximum van 120 punten. Het kleinste bordje heeft een diameter van 4 cm, het grootste 12 cm.
Schutters uit Italië, Tsjechië en België ontmoeten elkaar in 2005 voor een eerste internationale wedstrijd, in Geel (België). Die jaarlijkse bijeenkomsten groeiden later uit tot een Europees Kampioenschap, hetwelk elk jaar volgens een beurtrol wordt toegewezen. Ondertussen zijn er al deelnemers genoteerd uit 15 verschillende, Europese landen. Vanuit dat Europees verbond is dan later ook de World Slingshot Organisation (WSA) ontstaan, met in 2018 een eerste wereldkampioenschap in Italië, in Gualdo Tadino.

## Spelregels
De bordjes staan op 10 m afstand en hebben een scharniermechanisme waardoor ze omvervallen. Per beurt krijgt elke schutter zeven knikkers waarmee hij de bordjes moet raken. Bij het schieten zijn een armsteun en vizier niet toegelaten. Voor de veiligheid wordt in gesloten kooien geschoten.

## Katapultschieten in België
Bij de jaarlijkse superprestigecompetitie, die van september tot april loopt, wordt elke club tweemaal bezocht, waarna een klassement wordt opgemaakt. Er wordt geschoten in verschillende reeksen; men begint in 3de klasse en kan, mits goede prestaties via 2de en 1ste klasse opklimmen tot de Ereklasse. Vanaf 6 jaar (tot 14 onder begeleiding) is men oud genoeg om deel te nemen aan wedstrijden in België.
De Vlaamse Katapultbond organiseert elke drie jaar een internationaal kampioenschap dat inmiddels uitgegroeid is tot een van de grootste katapulttornooien in Europa, met minstens zeven landen vertegenwoordigd.
De Vlaamse Katapultbond vloeide voort uit de Kempische Schietlapfederatie, waarvan de bestuursleden al een tijdje overwogen om het katapultschieten in gans Vlaanderen te vertegenwoordigen en een naamsverandering te ondergaan. Na groeiende internationale contacten werd deze knoop doorgehakt. Sinds 2004 opereert zij als de Vlaamse Katapultbond en onder deze naam werd zij in 2005 effectief lid van VlaS.